# Heinkel He 51
Le Heinkel He 51 est un avion de chasse de l'entre-deux-guerres et du début de la Seconde Guerre mondiale. Il a été conçu par la firme Heinkel à partir du prototype du chasseur Heinkel He 49.

## Conception
Le He 51 est un avion biplan entoilé équipé d'un moteur en ligne BMW. Désigné au départ He 51 A-0 (9 exemplaires), il effectua son vol initial en mai 1933 et entra en service opérationnel en juillet 1934.
C'est le premier chasseur commandé en série par le Ministère de l'Air du Reich pour la nouvelle Luftwaffe. La première commande porta sur 75 He 51 A-1. Heinkel, non équipé pour la production en série, dut les faire fabriquer sous licence par AGO, Erla, Arado et Fieseler, qui s'équipèrent eux-mêmes rapidement pour produire leurs propres avions.

## Engagements
En mars 1935, l'existence de la Luftwaffe devient officielle, et les nouveaux Heinkel 51 équipent l'escadron de chasse Jagdgeschwader 132 (JG 132) "Richthofen".
En novembre 1936, 36 Heinkel 51 A-1 sont envoyés en Espagne avec la Légion Condor. Les Nationalistes espagnols, conquis par cet appareil, commandent 30 He 51 A-1 suivis par 50 exemplaires de la version B. 

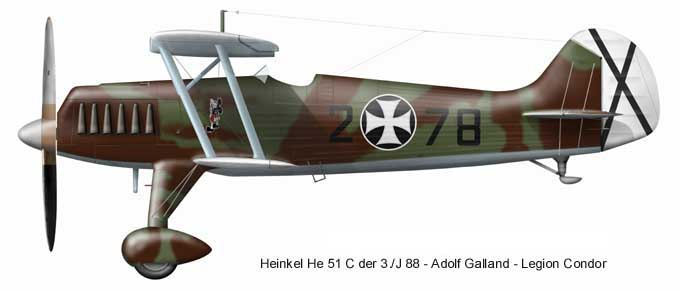
Heinkel 51 de la Légion Condor.

Lors de l'entrée en service du chasseur monoplan Messerschmitt Bf 109, le He 51 fut relégué à des missions d'attaque au sol, puis d'entrainement avancé au pilotage. Il participe encore à l'invasion de la Pologne en septembre 1939. À partir de 1942, la Luftwaffe retira peu à peu cette machine du service et il n'en restait plus en service en 1943.

## Variantes
- He 51 A-1 : première version de production (150 exemplaires) ;
- He 51 A-2 : hydravion à flotteurs catamaran (1 exemplaire) ;
- He 51 B-1 avec un réservoir ventral largable portant l'autonomie à 700 km (404 exemplaires) ;
- He 51 B-2 : hydravion à flotteurs catamaran (46 exemplaires) ;
- He 51 C-1 : chasseur-bombardier d'attaque au sol (79 exemplaires dont 28 servent en Espagne) ;
- He 51 C-2 avec un équipement radio plus sophistiqué.

## Opérateurs
Royaume de Bulgarie
- force aérienne bulgare - 12 He 51

  Reich allemand
- Luftwaffe

  État espagnol
- Ejército del aire